# Kanton L’Arbresle
Der Kanton L’Arbresle ist seit 1790 ein französischer Wahlkreis mit Gemeinden der Arrondissements Villefranche-sur-Saône und Lyon im Département Rhône in der Region Auvergne-Rhône-Alpes. Er hat seinen Hauptort (frz.: bureau centralisateur) in L’Arbresle. Durch Verschmelzung mit dem Kanton Saint-Laurent-de-Chamousset wurde er im Rahmen der landesweiten Neuordnung der französischen Kantone 2015 erheblich vergrößert.

## Gemeinden
Der Kanton besteht aus 26 Gemeinden mit insgesamt 38.456 Einwohnern (Stand: 2022) auf einer Gesamtfläche von 292,08 km²:
| Gemeinde                    | Einwohner 1. Januar 2022 | Fläche km² | Dichte Einw./km² | Code INSEE | Postleitzahl | Arrondissement         |
| --------------------------- | ------------------------ | ---------- | ---------------- | ---------- | ------------ | ---------------------- |
| Bessenay                    | 2.351                    | 14,01      | 168              | 69021      | 69690        | Villefranche-sur-Saône |
| Bibost                      | 543                      | 5,23       | 104              | 69022      | 69690        | Villefranche-sur-Saône |
| Brullioles                  | 823                      | 12,25      | 67               | 69030      | 69690        | Lyon                   |
| Brussieu                    | 1.378                    | 6,74       | 204              | 69031      | 69690        | Lyon                   |
| Chambost-Longessaigne       | 923                      | 15,44      | 60               | 69038      | 69770        | Lyon                   |
| Chevinay                    | 586                      | 8,82       | 66               | 69057      | 69210        | Villefranche-sur-Saône |
| Courzieu                    | 1.178                    | 27,04      | 44               | 69067      | 69690        | Villefranche-sur-Saône |
| Éveux                       | 1.169                    | 3,32       | 352              | 69083      | 69210        | Villefranche-sur-Saône |
| Fleurieux-sur-l’Arbresle    | 2.299                    | 9,51       | 242              | 69086      | 69210        | Villefranche-sur-Saône |
| Haute-Rivoire               | 1.425                    | 20,29      | 70               | 69099      | 69610        | Lyon                   |
| L’Arbresle                  | 6.469                    | 3,36       | 1.925            | 69010      | 69210        | Villefranche-sur-Saône |
| Les Halles                  | 481                      | 3,09       | 156              | 69098      | 69610        | Lyon                   |
| Longessaigne                | 592                      | 11,92      | 50               | 69120      | 69770        | Lyon                   |
| Montromant                  | 447                      | 10,99      | 41               | 69138      | 69610        | Lyon                   |
| Montrottier                 | 1.393                    | 23,10      | 60               | 69139      | 69770        | Lyon                   |
| Sain-Bel                    | 2.568                    | 3,68       | 698              | 69171      | 69210        | Villefranche-sur-Saône |
| Saint-Clément-les-Places    | 669                      | 12,42      | 54               | 69187      | 69930        | Lyon                   |
| Sainte-Foy-l’Argentière     | 1.292                    | 1,54       | 839              | 69201      | 69610        | Lyon                   |
| Saint-Genis-l’Argentière    | 986                      | 10,65      | 93               | 69203      | 69610        | Lyon                   |
| Saint-Julien-sur-Bibost     | 605                      | 13,28      | 46               | 69216      | 69690        | Villefranche-sur-Saône |
| Saint-Laurent-de-Chamousset | 1.950                    | 17,25      | 113              | 69220      | 69930        | Lyon                   |
| Saint-Pierre-la-Palud       | 2.586                    | 7,53       | 343              | 69231      | 69210        | Villefranche-sur-Saône |
| Savigny                     | 1.970                    | 21,42      | 92               | 69175      | 69210        | Villefranche-sur-Saône |
| Sourcieux-les-Mines         | 2.098                    | 9,96       | 211              | 69177      | 69210        | Villefranche-sur-Saône |
| Souzy                       | 767                      | 5,09       | 151              | 69178      | 69610        | Lyon                   |
| Villechenève                | 908                      | 14,15      | 64               | 69263      | 69770        | Lyon                   |
| Kanton L’Arbresle           | 38.456                   | 292,08     | 132              | 6902       | –            | –                      |

Bis zur Neuordnung gehörten zum Kanton L’Arbresle die 17 Gemeinden Bessenay, Bibost, Bully, Chevinay, Dommartin, Fleurieux-sur-l’Arbresle, La Tour-de-Salvagny, Lentilly, L’Arbresle, Sain-Bel, Saint-Germain-Nuelles, Saint-Julien-sur-Bibost, Saint-Pierre-la-Palud, Sarcey, Savigny, Sourcieux-les-Mines und Éveux. Sein Zuschnitt entsprach einer Fläche von 163,26 km2. Er besaß vor 2015 einen anderen INSEE-Code als heute, nämlich 6903.

## Politik
| Vertreter im Départementsrat | Vertreter im Départementsrat     | Vertreter im Départementsrat |
| Amtszeit                     | Namen                            | Partei                       |
| ---------------------------- | -------------------------------- | ---------------------------- |
| 2004–2015                    | François Baraduc                 | UDI                          |
| 2015–                        | Bernard Chaverot Sheila McCarron | PRG PS                       |